# Puerto Fluvial del Brazo de Loba
El Puerto Fluvial del Brazo de Loba, o más conocido como el Antiguo Puerto Fluvial de Magangué, es un puerto fluvial ubicado en el oriente de Magangué, este mide 6 km de largo y 20 metros de ancho. Fue inaugurada en el 1926.
Este puerto fluvial es el más grande de Colombia; este es el punto de comercialización de los productos agrícolas de la Región de La Mojana, hacia el interior del país, también es el principal punto de atraco del país. Los principales productos agrícolas de comercialización es el arroz, algodón y maíz.
Desde la inauguración Terminal Multimodal de Pasajeros de Magangué, esta ha estado operando en conjunto del puerto, consolidándose así, en el puerto fluvial más activo de Colombia, moviendo a casi 600.000 pasajeros en el 2012

## Actualidad
Este puerto, junto a la Terminal Multimodal de Pasajeros de Magangué ya se han quedado pequeño frente al movimiento de pasajeros, caso similar al del Aeropuerto Internacional El Dorado y Bogotá, así que en enero de 2013 se hizo la firma para hacer el Nuevo Puerto Fluvial de Magangué, este estaría ubicado sobre el Puerto Actual, al occidente de la Terminal Multimodal y sería mucho más amplio y moderno, con opciones de expansión del lado oriental de la Terminal.

## Estadísticas
| Tipo                 | 2000    | 2001    | 2002    | 2003    | 2004    | 2005    | 2006    | 2007    | 2008    | 2009    | 2010    | 2011    | 2012    | 2013    | 2014    | 2015    |
| -------------------- | ------- | ------- | ------- | ------- | ------- | ------- | ------- | ------- | ------- | ------- | ------- | ------- | ------- | ------- | ------- | ------- |
| Carga Diaria en Ton. | 20,51   | 18,92   | 16,15   | 15,36   | 15,12   | 15,43   | 15,51   | 15,83   | 16,47   | 18,86   | 21,00   | 26,15   | 30,33   | 39,14   | 51,73   | 64,41   |
| Pasajeros            | 420,409 | 439,855 | 456,211 | 475,858 | 492,303 | 495,884 | 491,200 | 485,102 | 496,889 | 502,523 | 533,376 | 563,988 | 598,411 | 620,000 | 670,000 | 710,000 |

Este se divide en 2 Terminales:
- Terminal de pasajeros 1.4 km.
- Terminal de carga 4.6 metros.